# Ergine
Ergine (ook lyserginezuuramide of LSA genoemd) is een in de natuur voorkomend hallucinogeen dat een sterke chemische gelijkenis vertoont met LSD. Echter, waar LSD synthetisch wordt bereid in een laboratorium, is ergine een stof die aantoonbaar voorkomt in bepaalde planten. Het middel is daarom te gebruiken door de zaden of andere delen van deze planten te consumeren. De resulterende trip heeft bij hoge doses een euforisch en hallucinogeen effect, en veroorzaakt bij lage doses een alcoholachtige roes. Sommige gebruikers kunnen een paniekreactie ervaren, wat aanleiding kan geven tot een bad trip. Ondanks goede voorzorgsmaatregelen (set, setting en geestelijke gesteldheid van gebruiker) kan het gebruik van LSA bij sommige gebruikers toch tot onprettige ervaringen leiden. 
De planten waarvan bekend is dat ze ergine bevatten zijn:
- Argyreia nervosa
- Ipomoea tricolor
- Ipomoea violacea
- Turbina corymbosa